# Ole Højer Hansen
Ole Højer Hansen (født i 1956 i København) er en dansk komponist, producer, lyddesigner og grafisk designer.
Hansen har siden 1981 - udover en karriere som soloartist - arbejdet professionelt med komposition og lyddesign til teater, ballet, film/tv, både i Danmark og internationalt. Han har udgivet omkring 40 album, singler og soundtrackss; som soloartist og med: Electribute, Electric Enemy, RO, Trusted Enemy, samt en række soundtracks.
Som teaterkomponist og -lyddesigner, fik Ole Højer Hansen sit internationale gennembrud, med forestillingen EVA, som han skabte sammen med sin gode ven og kollega - teater-instruktøren Malte Claudio Lind, i starten af 90'erne. EVA var en dramatisering af, den belgiske tegner, Didier Comes (en)' verdensberømte comic-book af samme navn. EVA turnerede i 3 sæsoner i Skandinavien, Belgien (Comes' hjemland) og Frankrig mellem 1991 og 1995. Forestillingen åbnede den berømte tegneseriefestival Festival International De La Bande Dessinée Angoulême  i Frankrig i 1992 - og blev i Fransk TV, anmeldt som den mest franske forestilling i mange år.
Han etablerede i 2007 produktionsselskabet Dubtrack Media & Music, som også rummer musikselskabet Dubtrack Music.
Hansen var keyboardspiller, sanger i det danske triprock- og electronicaband Trusted Enemy. I 2010 startede han desuden soloprojektet Electric Enemy, som et søsterprojekt til Trusted Enemy. Bandet skiftede i 2015 navn til Electribute.
Han var desuden en del af duoen RO, et projekt, der arbejdede improvisatorisk i live-sammenhænge. Duoen bestod af Richardt Nielsen på vokal og Ole Højer Hansen på keyboard.
Som live-artist blander Ole Højer Hansen tracks fra sit store bagkatalog, med elementer af improvisation, reallyd og brugbare tilfældigheder - i et drømmende, glitchy, melodisk og rytmisk ambient-house univers.
"Fields of Noise" - er en serie ambient-albums af Ole. Hvor han skaber et lydunivers som refererer til lyde, støj og glitches i vores omgivelser. Musikken bevæger sig i samspillet mellem field-recordings, konventionelle instrumenter, stemmer og synthesizers - manipuleret gennem analoge og digitale effektkæder. Covers til de forskellige Fields of Noise albums - er alle skabt som en del af kompositionen.
2019 bød på genkomponering og genopsætning af 90'ser succesen: musikforestillingen "Sally's Valley", som Hansen også har skrevet manuskriptet til. Nyopsætningen præsenterede Danser og nycirkus-artist Esther Wrobel som "den fysiske" Sally og Nana Schwartzlose som "den syngende" Sally. Soundtracket til forestillingen er udgivet på Dubtrack Music.
"Addicted Angels" er en international duo, bestående af Pako Soull Kool (Portugal) og Ole Højer Hansen. Debutalbummet "Addicted Angels" udkom på Dubtrack Music november 2019. Opfølgeren "Lemon & Spices udkom i 2022.
Ved siden af musikken har Hansen skabt visuals og animationer til flere danske teaterproduktioner, festivaler og events. Bl.a. Gøgereden (Jomfru Ane Teatret), Kling Klang (Det lille Turnéteater), Jeg kender en dansker (Får 302), Den lille pige fra havet og Ind i maleriet (Teatret Månegøgl), Carl Nielsen Black | White (Nørregaards Teater) og STØJ festivalen.
I 2016 var han komponist, visuel designer og musiker i koncertteater-forestillingen 3 søstre på Nørregårds Teater, Odense.
2020 Komponist og kapelmester i forestillingen IDA (Nørregaards Teater)
Hansen har komponeret musik til mere end 150 produktioner indenfor Teater, Film og Ballet.

## Primære opgaver for Film, Teater, Ballet etc.
- “Spøgelseshuset” Teater Abstrax + Nørregaards Teater 2022. Instr. Bo Larsen

- “Tyren Ferdinand”, Passepartout Theatre Production 2021. Instr Lene Hummelshøj
- “(H)OP”, Det lille Verdensteater 2021. Instr Torkild Lindebjerg
- “Don Quixote”, Teater Abstrax + Nørregaards Teater 2020. Instr. Bo Larsen. [Reumert nomineret 2021)
- “IDA”, Nørregaards Teater 2020. Instr. Anders Lundorph. Manus Claus Flygare
- “Sally"s Valley”, Nørregaards Teater 2019. Instr. Malte Claudio Lind og Mikala Bjarnov Lage
- “Kom Ind i min nat”, Det lille Verdensteater 2018, instr. Torkild Lindebjerg
- “To Be”, Passepartout theatre production, Kbh 2017, instr. Jacques S. Matthiessen
- “3 Søstre”, Nørregaards Teater, Odense 2016, instr. Leiv arne kjøllmoen
- “Hittehathattens Hemmelighed”, over digte af Halfdan Rasmussen, Teamteatret Herning 2013.
- “Pelle Erobreren”, TeamTeatret, instr. Hans Nørregård, Herning 2012
- “Halfdans ABC”, over digte af Halfdan Rasmussen Teamteatret Herning 2007
- “Gøgereden", instr. Malte Claudio Lind, Jomfru Ane Teatret, Ålborg 2002
- “Misery" af Stephen King, Instr. Göran Stangertz, Riksteatren, Stockholm 2001
- I En Kælder" instr. Lars Kaalund, Dr. Dantes Aveny på ABC teatret 1995
- Mesteren & Margarita" af M. Bulagakov, instr. Mikael Fock,- Kanonhallen, Kbh. 1991
- Eva" efter tegneserie af D. Comés, instr. Malte C. Lind, Rialtoteatret, Kbh. 1991
- Play Strindberg" af Strindberg & F. Dürrenmatt, instr. Kim Bjarke, Det Kgl. Teater, Kbh. 1988

### Filmmusik (udvalg)
- “Min Fars Sind” Barok Film 2005. Instr Vibe Mogensen
- “Pigerne i 4B” Thomas Heurlin TV-Produktion1999. Instr Vibe Mogensen
- “Rideskolen” Koncernfilm 1998. Instr Vibe Mogensen
- “Hans Erik Madsen” Århus Filmværksted 1991. Instr John Block Hansen + Ole Højer Hansen
- “Borte”  Det Danske Videoværksted 1991. Instr Vibe Mogensen

## Diskografi
| Soloalbums: - Transmission [album] (1985) - Nudity [album] (1988) - The Dome [album] (1991) - Fields of Noise #1 [single] (2017 dubtrack Music] - Fields of Noise #2 [album] (2017 - Dubtrack Music) - Fields of Noise #3 [album] (2017 - Dubtrack Music) - LUX [album] (2020 - Dubtrack Music - Invisible Angels [single] - (2021 Dubtrack Music) - Liquid Air [single] - (2021 Dubtrack Music) - Short Wave Drive [single] - (2022 Dubtrack Music) - Nox [single] - (2022 Dubtrack Music) - Nox [Album] - (2022 Dubtrack Music) - A Pleasant View [single] - (2022 Dubtrack Music) - Heartbeat [single] - (2022 Dubtrack Music) - Spanish Caravan [single] - (2022 Dubtrack Music) - Rising Star [single] - (2022 Dubtrack Music) - Sense of Snow [single] - (2022 Dubtrack Music) - Flow Triggers [single] - (2022 Dubtrack Music) - Seven Sails [single] - (2022 Dubtrack Music) - Tides [single] - (2023 Dubtrack Music) - Dubland Haze [single] - (2023 Dubtrack Music) - Fragile [single] - (2023 Dubtrack Music) - Black Swan [single] - (2023 Dubtrack Music) - Seagulls on a Rooftop [single] - (2023 Dubtrack Music) - A Night Before Thunder [single] - (2023 Dubtrack Music) - Mayday [single] - (2023 Dubtrack Music) - Liquid Air - Red Sunset Remake [single] - (2023 Dubtrack Music) - Green Mambo - [single] - (2023 Dubtrack Music) - Fjord - [single] - (2023 Dubtrack Music) - Circle of Ice - [single] - (2024 Dubtrack Music) - Atlas - [single] - (2024 Dubtrack Music) - Notes From My Ambient House - [album] - (2024 Dubtrack Music) - Turner Blue - Reflections on William Turner [album] - (2025 Dubtrack Music) | Soundtracks: - Sallys Valley [album] - Pers Lille Verden [album] - Killer Joe [album] - Een gang Hansen [album] - The Alchemist 2 CD [album] (2011 - Dubtrack Music) - Sally's Valley original Soundtrack] (2019 - Dubtrack Music) [album] | Med Electric Enemy: - Close To You [album] (2010 - Dubtrack Music) - Rue de la Republique [album] (2011 - Dubtrack Music) - Zero Point Energy [album] (2014 - Dubtrack Music) - Haunted House Attractions (live-album 2014 - Dubtrack Music) Med Electribute: - Copenhagen-Paris (live-album 2016 - Dubtrack Music) Med RO: - RO NU (live-album 2012 - Dubtrack Music) - Broager Mark (live-album 2017 - Dubtrack Music) Med Trusted Enemy: - Brilliant Sky [album] (2008 - Dubtrack Music) - Sleeping Cell [single] (2010 - Dubtrack Music) Med Addicted Angels: - Addicted Angels [album] - 2019 - Dubtrack Music) - Lemon & Spices [album] - 2022 Dubtrack Music |